# Potsdam baut auf
Potsdam baut auf ist ein Dokumentarfilm aus dem DEFA-Studio für Dokumentarfilme des niederländischen Regisseurs Joop Huisken aus dem Jahr 1946.

## Handlung
Der Film beginnt mit einem Blick auf das unbeschädigte Schloss Sanssouci mit einem Teil der dazugehörigen Anlagen. Es folgen Bilder aus dem Zweiten Weltkrieg, der mit dem britischen Luftangriff auf Potsdam am 14. April 1945 die Zerstörung dieser Stadt bedeutete, wie die darauf folgenden Aufnahmen eindrücklich beweisen.
Im Treppenhaus des Gebäudes der Stadtverwaltung begrüßt der Dezernent Neumann die versammelten Zuhörer und erklärt den Zustand Potsdams, das nur noch aus Schutt und Trümmern besteht. Es gibt kein Wasser, kein Gas, kein Licht, keinen Verkehr, denn alle Brücken sind gesprengt, weshalb die Stadt von der Außenwelt abgeschlossen ist. Neumann hat die Aufgabe übernommen, den Besuchern die Männer vorzustellen, die in Zukunft für die Beseitigung dieser Schäden sorgen sollen. Jeder dieser Dezernenten wird mit seinem Namen und dem dazugehörigen Aufgabengebiet vorgestellt. Dieser neue Schwung überträgt sich auch auf die Bevölkerung der Stadt. Männer, Frauen und Jugendliche machen sich an die Trümmerbeseitigung, die Betriebe werden wieder instand gesetzt, und mit dieser Anstrengung kann ein großer Teil der Schäden bald wieder behoben werden.
Während einer Ratssitzung fordert der Oberbürgermeister die einzelnen Stadträte auf, Rechenschaft über ihre bisher geleistete Arbeit abzulegen. Diese Berichte werden durch Filmaufnahmen von den einzelnen Schwerpunkten belegt.

## Produktion
Potsdam baut auf wurde als Schwarzweißfilm gedreht und hatte seine Premiere am 14. November 1946.